# Mẫu đơn đình

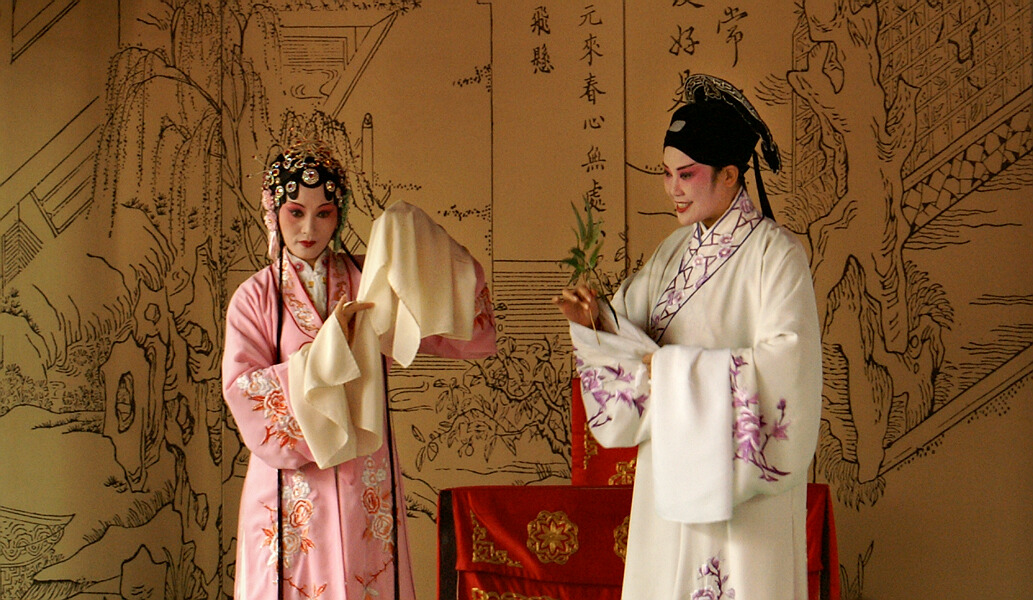
Một cảnh trong Mẫu đơn đình, quay tại Lưu Viên (Tô Châu)

Mẫu đơn đình (tiếng Trung: 牡丹亭; bính âm: Mǔ dān tíng) hay còn gọi là Hoàn hồn ký (giản thể: 还魂记; phồn thể: 還魂記; bính âm: Huán hún jì) hay Đỗ Lệ Nương mộ sắc hoàn hồn ký (giản thể: 杜丽娘慕色还魂记; phồn thể: 杜麗孃慕色還魂記; bính âm: Dù lì niáng mù shǎi huán hún jì) là một trong những vở kịch nổi tiếng trong lịch sử sân khấu Trung Quốc, do nhà soạn kịch nổi tiếng thời kỳ nhà Minh là Thang Hiển Tổ viết năm 1598 mà đến nay vẫn được người Trung Hoa nghiên cứu dựng lại và diễn xướng.

## Tác giả và tác phẩm
Thang Hiển Tổ (1550 - 1616) tự là Nghĩa Nhưng, hiệu là Hải Nhược, Nhược Sĩ, Thanh Viễn đạo nhân, sinh ở Lâm Xuyên, Giang Tây. Năm 21 tuổi ông đỗ cao nhưng do cự tuyệt lời mời của quan Thủ tướng Trương Cư Chính nên sau đó bốn lần thi tiến sĩ đều trượt. Năm 1583, khi Trương Cư Chính chết, ông thi đậu tiến sĩ, được bổ làm chức Bác sĩ ở Thái Thường Tự (hàm thất phẩm), Lễ bộ chủ sự (hàm lục phẩm). Do tính cương trực, năm 1591 ông dâng dâng thư phê phán quyền thần trong triều nên bị giáng làm Điển sử ở Từ Văn (Quảng Đông), năm 1593 lại bị điều đi làm tri huyện Toại Xương (Chiết Giang). Đền năm 1598, vì không chịu được sự bức bách của quyền quý triều đình nên ông bỏ quan về ở ẩn tại Lâm Xuyên, chuyên tâm đọc sách, nghiên cứu và sáng tác kịch.
Ngoài Mẫu đơn đình, Thang Hiển Tổ còn có các vở Tử Tiêu ký, Tử Thoa ký, Nam Kha ký, Hàm Đan ký. Trong đó bốn vở Tử Thoa ký, Mẫu đơn đình, Nam Kha ký và Hàm Đan ký đều liên quan đến chữ mộng nên được gọi là Lâm Xuyên tứ mộng, Ngọc Minh Đường tứ mộng hay Thang Hiển Tổ tứ mộng.

## Kết cấu
Vở kịch Mẫu đơn đình gồm 55 màn thường được chia làm ba hồi: Kinh Mộng, Hồi Sinh và Viên Giá, thời gian diễn xuất tổng cộng lên tới hơn 20 giờ. Gần đây có nhà Côn kịch cải biên thành 12 đề mục như Du Viên, Kinh Mộng, Tầm Mộng, Ly Hồn, Minh Phán, Thập Hoạ, Khiếu Hoạ, U Cấu, Minh Thệ, Hồi Sinh, Hôn Tẩu.

## Tóm tắt nội dung
Nội dung chủ yếu của Mẫu đơn đình là câu chuyện tình lãng mạn triền miên sinh sinh tử tử của đôi trai gái: Đỗ Lệ Nương và Liễu Mộng Mai.
Đỗ Lệ Nương là con gái độc nhất của quan thái thú Nam An là Đỗ Bảo. Nàng vừa xinh đẹp lại rất đỗi thông minh nên vợ chồng Đỗ Bảo rất yêu quý, mời thầy học là Trần Tối Lương về nhà dạy cho con gái về Kinh Thi. Nhà họ Đỗ giáo dục con gái rất nghiêm, suốt ngày Đỗ Lệ Nương chưa bao giờ dám rời khỏi khuê phòng nửa bước. A hoàn là Hương Xuân cũng theo nàng cùng học, nhưng Hương Xuân rất ham chơi, thường trốn học đi ra ngoài.
Một hôm, Hương Xuân rủ Lệ Nương ra vườn hoa sau nhà chơi. Sắc xuân khắp vườn đã khiến cho Lệ Nương vô cùng say đắm. Khi vào đình Mẫu đơn trong vườn nghỉ chân, Lệ Nương chợp mắt ngủ thiếp đi, mộng thấy mình gặp một chàng thư sinh tài mạo là Liễu Mộng Mai trò chuyện tâm tình rất tương đắc. Từ đó Lệ Nương về nhà ốm tương tư Liễu Mộng Mai. Bệnh tương tư càng ngày càng nặng, Lệ Nương vẽ một bức chân dung tự hoạ và đề một bài thơ bảo Xuân Hương đem giấu dưới ngọn giả sơn rồi lặng lẽ qua đời. Vợ chồng Đỗ Bảo theo di nguyện của con, an táng nàng dưới một gốc mai ở vườn hoa sau nhà. Sau đó Đỗ Bảo được thăng làm An phủ sứ ở Hoài Dương, trước khi đi ông cho dựng Mai Hoa quán ở trong vườn rồi sai Trần Tối Lương và Thạch Đạo Cô ở lại trông nom phần mộ của Lệ Nương.
Liễu Mộng Mai lên kinh đi thi, trên đường qua Nam An bị cảm ốm phải xin ở nhờ Mai Hoa quán. Một hôm Mộng Mai ra sau vườn dạo chơi nhặt được bức chân dung tự hoạ và bài thơ trước khi chết của Lệ Nương, liền đem về phòng. Mộng Mai vừa thấy chân dung Lệ Nương tưởng như mình đã quen biết khi nào, tình cảm vô cùng sâu nặng, cũng đề một bài thơ lên tranh, rồi suốt ngày ngồi bên bức vẽ, "cùng chơi, cùng hỏi, cùng gọi, cùng đùa". Cảm tấm chân tình của Liễu Mộng Mai, Lệ Nương đã ra khỏi bức tranh và hẹn hò ước nguyện với người tình trong mộng năm xưa. Sau khi biết căn nguyên câu chuyện, Mộng Mai năn nỉ Thạch Đạo Cô cho mở nắp quan tài lên. Lệ Nương sống lại, hai người nên duyên vợ chồng, cùng với Thạch Đạo Cô lên kinh ứng thí. Trần Tối Lương phát hiện ra bèn đến Hoài Dương tố cáo với Đỗ Bảo tội trộm mộ của Liễu Mộng Mai.
Liễu Mộng Mai ứng thí ở Lâm An (tức Hàng Châu) thì gặp lúc quân Kim vào cướp phá. Việc yết bảng bị đình lại, Hoài Dương bị vây hãm. Lệ Nương liền bảo Mộng Mai đến Hoài Dương dò la tin tức cha mẹ. Mộng Mai đến Hoài Dương cũng vừa lúc quân Kim lui binh. Nhưng Đỗ Bảo cho rằng Liễu Mộng Mai là kẻ dối trá nên đánh cho một trận rồi áp giải về Lâm An thẩm vấn. Ngày yết bảng, Liễu Mộng Mai đỗ trạng nguyên, nhưng Đỗ Bảo cố chấp vẫn không chịu nhìn mặt cả con gái lẫn con rể. Đến khi Hoàng thượng hỏi rõ câu chuyện liền giáng chỉ cho nhà họ Đỗ: "Cha con vợ chồng nhận nhau, về phủ đệ thành thân". Cuối cùng cả gia đình đoàn viên sum họp, Đỗ Lệ Nương và Liễu Mộng Mai sống với nhau vô cùng hạnh phúc.

## Một số lời ca
- Màn 10 Kinh mộng:

Nguyên lai xá tử yên hồng khai biến

Tự giá bàn đô phó đoạn tỉnh đồi viên

原來奼紫嫣紅開遍

似這般都付與斷井頹垣

Lương thần mỹ cảnh nại hà thiên

Thử tâm lạc sự thuỳ gia viện

良辰美景奈何天

賞心樂事誰家院

Triêu phi mộ nguyện, vân hà thuý hiên

Vũ ty phong phiến, yên ba hoạ thuyền

Cẩm bình nhân thắc khán đích giá thiều quang tiện

朝飛暮捲，雲霞翠軒

雨絲風片，煙波畫船

錦憑人忒看這韶光賤

- Màn 12 Tầm mộng:

Giá bàn hoa hoa thảo thảo do nhân luyến

Sinh sinh tử tử tuỳ nhân nguyện

Tiện toan toan sở sở vô nhân oán

## Ý nghĩa
Cũng như Tây sương ký, Mẫu đơn đình là vở kịch ca ngợi tình yêu tự do của nam nữ thanh niên, chống lại những khuôn phép ràng buộc của chế độ hôn nhân phong kiến. Cái kết có hậu của tác phẩm đã thể hiện ước mơ về tình yêu tự do trong xã hội phong kiến.

## Đánh giá
Mẫu đơn đình là vở kịch xuất sắc của Thang Hiển Tổ, tư tưởng và nghệ thuật của tác phẩm đã đạt đến chuẩn mực. Đương thời có câu:
"Mẫu đơn đình" nhất xuất, gia truyền hộ tụng, kỷ lệnh "Tây sương ký" giảm giá.

- Thang Thị Ngữ đánh giá:

Thang Hiển Tổ tứ mộng, đắc ý duy nhất tại "Mẫu Đơn".

- Lý Ngư, nhà soạn kịch đầu đời nhà Thanh trong Nhàn tình ngụ ký - Từ khúc bộ đánh giá:

Thang Nhược Sĩ là bậc tài tử đời Minh. Thơ văn từ phú không có cái nào không đáng xem, nhưng cái khiến cho người đọc phải tấm tắc lại chẳng nằm ở thơ văn mà chính là ở vở kịch "Hoàn hồn ký". Nếu Nhược Sĩ không làm kịch Hoàn hồn, thì ngày nay tuy có Nhược Sĩ mà cũng như không có vậy, chứ nói chi đến đời sau nữa? Nhược Sĩ mà còn lại với đời chính là nhờ Hoàn hồn còn lại với đời vậy.

## Ảnh hưởng
- Thời nhà Minh, nàng Tiểu Thanh từng đọc Mẫu đơn đình, xúc động vì kiếp người trong truyện, đã ngâm thành bài thơ:

Lãnh vũ u song bất khả thinh
Khiêu đăng nhàn khán Mẫu đơn đình
Thế gian diệc hữu si ư ngã
Khởi độc thương tâm thị Tiểu Thanh?

(Song lạnh mưa rên nghe chẳng nỡ
Khêu đèn nhâm nhá Mẫu đơn đình
Si tình có kẻ còn hơn thiếp
Đâu chỉ đau lòng một Tiểu Thanh?)

- Tư tưởng ca ngợi tình yêu tự do của Mẫu đơn đình có ảnh hưởng rộng rãi đến các tác phẩm về đề tài tình yêu về sau, trong đó có Hồng Lâu Mộng. Hồi 23, Tào Tuyết Cần đã trích dẫn hai câu rất hay trong Mẫu đơn đình:

Nguyên lai xá tử yên hồng khai biến,
Tự giá bàn đô phó dữ đoạn tỉnh đồi viên

(Trước sao hồng tía đua chen,
Giờ sao giếng lấp tường nghiêng thế này?)